# Can't Stop
Can't Stop è un singolo del gruppo musicale statunitense Red Hot Chili Peppers, pubblicato il 24 gennaio 2003 come terzo estratto dall'ottavo album in studio By the Way.

## Descrizione
Suonata spessissimo dal vivo, è una delle poche canzoni del disco a riallacciarsi alle influenze funk rock e rap rock della loro musica, anche se con nette influenze completamente nuove.
Dal 2004 al 2007 è stata la traccia che ha aperto tutti i loro concerti, mentre dal 2011, in occasione del tour di I'm with you, è stata spesso scelta come seconda canzone in scaletta o posta nel mezzo dello show; è però tornata ad aprire la maggior parte dei loro concerti a partire dal 2013.
Quasi sempre, quando è suonata nei concerti, il cantante Anthony Kiedis altera intenzionalmente il testo: ad esempio lo spezzone "All on a spaceship persevering, use my hands for everything but steering" ("sull'astronave usa le mie mani per tutto, fuorché guidare") è spesso modificato in "All on a spaceship persevering, feel no need for any interfering" ("sull'astronave pensa di non aver bisogno di qualcuno, interferisce soltanto"), a causa delle numerose polemiche che leggevano questi versi a sfondo sessuale. Ha anche sostituito i versi con varie frasi senza senso, e non è raro sentirlo prendere una parola per un'altra o confondersi durante le esibizioni.
Nel marzo 2005 Q magazine ha inserito la canzone al 30º posto, nella sua lista delle 100 migliori tracce "guitar-based rock".
Malgrado sia una delle canzoni più famose del gruppo, non è stata inserita nella raccolta del 2003 Greatest Hits.

## Il video
Il video di Can't Stop è stato diretto da Mark Romanek.
Mostra la band mentre si dimena in più stanze e compie azioni astratte, come raccogliere molte bottiglie d'acqua o reggere secchi sulla testa. Inizia con la videocamera che con l'obiettivo si spinge in un tubo giallo fino ad Anthony Kiedis, che indossa degli occhiali. Poi si vedono i quattro che corrono come soldati per una sala, con luci al neon sulle spalle. C'è chi gioca con palloni di gomma, c'è chi salta, chi si diverte a tormentare il povero Flea con penne e barattoli di plastica; in altre scene si vedono scatole di cartone, secchi, bottiglie d'acqua e bidoni sparsi sul pavimento; dopo il secondo ritornello, in una scena censurata, Flea, che suona il basso con un'enorme maschera viola da ippopotamo si ferma e fa il gesto del dito medio davanti alla telecamera. Si vedono anche piante, e John Frusciante che suona la chitarra in una stanza piena di sedie blu e con luci che si accendono e spengono ad intermittenza. La scena più spettacolare è indubbiamente quella dell'assolo, che John suona "scatenandosi" sotto una cascata di petali di polistirolo rosa, che scendono giù da un tubo tenuto fermo dall'imperterrito Anthony (che indossa degli enormi e buffi occhiali in quasi tutto il video.) Alla fine del video si scorge anche un'iscrizione, che dice: "Inspired by the one minute sculptures of Erwin Wurm" ("ispirato dalle sculture di un minuto di Erwin Wurm").
In certi spezzoni del clip, appare John Frusciante che suona una Fender Toronado arancio, fatto insolito poiché suona quasi sempre chitarre vintage (la Toronado è del 2001). Frusciante ha poi affermato di essere stato costretto a imbracciarla da Mark Romanek, visto che per il regista si adattava bene alle tinte del video, sottolineando inoltre che non ha mai neanche provato a suonarla.

### Il testo
Can't Stop è un esempio dell'uso occasionale, da parte del gruppo, di incentrare il testo della canzone perlopiù sul ritmo. Si tratta palesemente di un'incorporazione improvvisata di versi poetici, in modo da ottenere versi alternativamente melodici e rappati. Non pochi critici musicali hanno provato a dare un senso alle frasi prive di ogni apparente nesso logico che costituiscono il testo della canzone. Una fra le più probabili la dà il ritornello stesso, che parla di tutti gli sforzi fatti per entrare in "this wave can't stop", "quest'onda che non si può fermare", rappresentata appunto dal susseguirsi rapido delle frasi senza senso delle strofe. L'onda può essere intesa come la vita, il ritmo, o forse un richiamo alla tossicodipendenza.

## Tracce
Singolo (CD1)
1. Can't Stop (new mix)
2. If You Have to Ask (live)
3. Christchurch Fireworks Music (live)

Singolo CD2
1. Can't Stop (new mix)
2. Right on Time (live)
3. Nothing to Lose (live)

Versione CD 3 (2003)
1. Can't Stop (new mix)
2. Christchurch Fireworks Music (live)

Singolo 7" (2003)
1. Can't Stop (new mix)
2. Christchurch Fireworks Music (live)

## Formazione
- Anthony Kiedis - voce
- John Frusciante - chitarra, cori
- Flea - basso
- Chad Smith - batteria